# Walentin Turkin
Walentin Konstantinowicz Turkin (ros. Валентин Константинович Туркин; ur. 1887, zm. 1958) – radziecki scenarzysta, teoretyk kina, jeden z założycieli WGIK. Twórca wydziału scenariuszowego WGIK i jego wykładowca.
W 1912 roku ukończył studia na Wydziale Prawa Uniwersytetu Moskiewskiego. Jest twórcą scenariuszy do filmów Krojczy z Torżka i Dzieweczka z pudełkiem, które stały się klasykami radzieckiej komedii.

## Wybrane scenariusze filmowe
- 1925: Krojczy z Torżka
- 1927: Dzieweczka z pudełkiem
- 1929: Upiór, który nie wraca